# Родін Олександр Леонідович
Олександр Леонідович Родін (біл. Аляксандр Леанідавіч Родзін; нар. 2 січня 1975, Піддобрянка, нині Білорусь) — український композитор, піаніст, художник. Член Національної спілки композиторів України (2005). Заслужений діяч мистецтв України (2024).

## Життєпис
Олександр Родін народився 2 січня 1975 року в селі Піддобрянці (нині Білорусь).
1994 року закінчив Чернігівське музичне училище ім. Л. Ревуцького по класу фортепіано, 2001 року закінчив Одеську державну консерваторію ім. А. Нежданової по класу фортепіано..
Живе та працює у Києві.

## Доробок
Перший композиторський досвід отримав під час навчання в музичному училищі в Чернігові. Композицію опанував сам, однак, попри це, він вирізняється серед українських композиторів тим, що його твори регулярно виконуються на сценічних майданчиках як України, так і за її межами. Створює музику в різноманітних жанрах, включаючи симфонічні твори, хорові композиції, камерну та інструментальну музику, а також балети та опери. Твори виконуються в Канаді, Японії, США та Європі. Став першим серед українських композиторів, чиї роботи увійшли до репертуарів європейських театрів.
Стиль Олександра Родіна можна назвати неоакадемічним. Він поєднує класичні правила академічної музики із сучасними музичними елементами XXI століття. У його творах переплітаються чиста гармонія з дисонансом, ліричні епізоди з драматичними, наспівність з елементами випадковості, а також риси імпресіонізму та експресіонізму.
Серед важливих творів:
- Опера «Катерина» за творами Тараса Шевченка (2022; автор лібрето та музики[4]; поставлена в Одеському національному академічному театрі опери та балету[7], яка за згаданий твір отримала нагороду «Найкращий оперний театр» на International Opera Awards 2022[1][8]; номінувалася на Шевченківську премію[9]);
- «Requiem» для симфонічного оркестру, хору та солістів[10];
- Серед симфонічних творів: «Сім останніх слів Ісуса на Хресті», «Святий Боже»[11], «Романтична»[12], Симфонічний цикл «Барахолка»;
- «Stabat Mater» для сопрано, мецо-сопрано та струнного оркестру[13];
- «Любов Смерть» кантата на вірші Шарля Бодлера для сопрано та симфонічного оркестру;
- «Missa Luminosa» для сопрано та струнного оркестру[14];
- Твори для камерного оркестру, серед яких: «Книга сновидінь» для струнних та ударних, «Після прочитання Лавкрафта» для струнних;
- Концерти: для Фортепіано з оркестром, для Скрипки з оркестром, для Альта з оркестром;
- Камерні твори, серед яких: «Щоденник самотності» (прем'єра відбулася 2024 року в Бруклінській консерваторії[en])[15];
- Балети: «Пори року» (2013)[5], «Видіння Рози» (2014), «Вгору по річці» (2017), «Вій» (2019)[16][17][18], «Алладін» (2021)[19][20] (усі твори створені разом із Київським муніципальним академічним театром опери та балету та українським театром сучасного танцю «Київ Модерн-балет»[21]);
- Балет «Леся Українка» (2022; написаний для канадського балету «Шумка»; прем'єра відбулася у 2024 році в Канаді)[джерело?];
- Балет «Соляріс» (2021) за Станіславом Лемом (автор музики та лібрето; прем'єра вистави відбулася 2025 року у Львівській національній опері)[4][22];
- Створив багато обробок українських народних пісень. Автор музики до драматичних вистав.

## Нагороди
- Заслужений діяч мистецтв України (7 листопада 2024) — за вагомий особистий внесок у розвиток національної культури і мистецтва, вагомі творчі здобутки та високу професійну майстерність[23];
- Всеукраїнська мистецька премія імені Миколи Леонтовича в номінації «Професійні композитори» (2024)[24];
- Двічі лауреат міжнародних конкурсів композиторів (Франція)[5];
- Лауреат премій театральних фестивалів за кращу музику до драматичних вистав[5];
- Стипендіат Київського міського голови «За особистий внесок у розвиток міста, високі досягнення у суспільному житті»[5].